# Abd al-Aziz az-Zubi

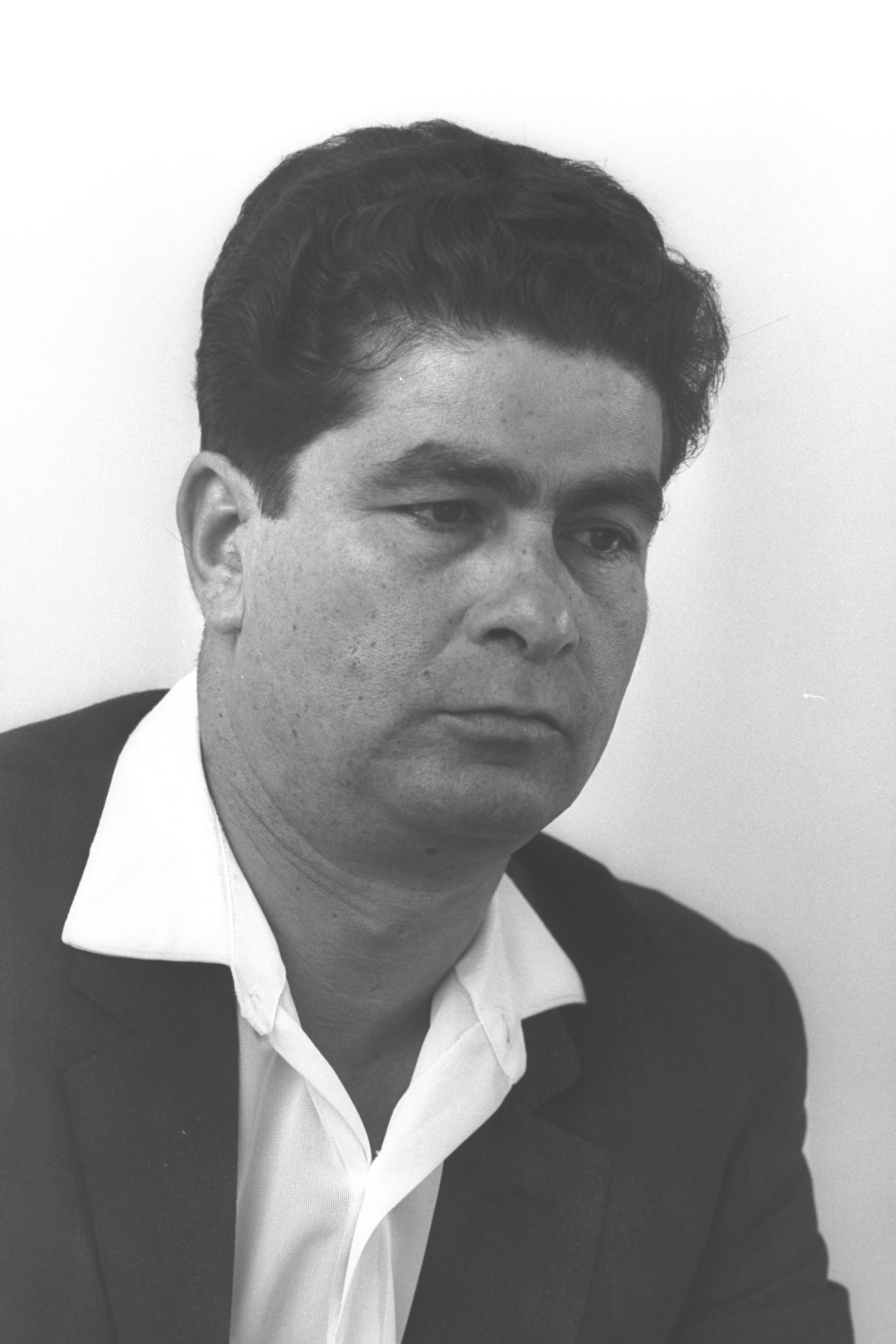
Abd al-Aziz az-Zubi

Abd al-Aziz az-Zubi (* 4. Februar 1926 in Nazareth, Britisches Mandatsgebiet Palästina; † 14. Februar 1974; arabisch عبد العزيز الزعبي, DMG ʿAbd al-ʿAzīz az-Zuʿbī; hebräisch עבד אל-עזיז א-זועבי; auch al-Zubi) war ein israelisch-arabischer Politiker, der von 1965 bis zu seinem Tod 1974 für die Mapam und deren Nachfolgepartei als Abgeordneter in der Knesset saß. Er wurde am 24. Mai 1971 zum stellvertretenden Gesundheitsminister Israels ernannt und damit das erste nicht jüdische Regierungsmitglied.
Abd al-Aziz az-Zubi wurde während der britischen Mandatszeit in Nazareth geboren, wo er auch die Mittelschule besuchte, bevor er auf das Arab College in Jerusalem ging. Für die Mandatsregierung arbeitete er als Beamter in der Steuerverwaltung. Nach der Unabhängigkeitserklärung Israels war er von 1948 bis 1958 als Beamter in der Israel Lands Authority tätig. In Nazareth war er auch in der Gewerkschaft der Regierungsangestellten aktiv.
Im Jahre 1956 war er an der Bildung der Jewish Arab Association for Peace and Equal Rights beteiligt und später einer der Gründer des Jüdisch-Arabischen Zentrums für den Frieden in Givʿat Chaviva. In die Mapam trat er 1958 ein. 1961 wurde er stellvertretender Bürgermeister der Stadt Nazareth, 1965 ihr Bürgermeister. Diese Position hielt er bis 1966. Bei der Knessetwahl vom November 1965 wurde er zum Mitglied des Parlaments gewählt.
Bei der Wahl 1969 wurde er auf der Liste des Bündnisses der Parteien Avoda und Mapam wiedergewählt und am 24. Mai 1971 stellvertretender Gesundheitsminister in der fünfzehnten Regierung Israels unter Ministerpräsidentin Golda Meir. Bei der Parlamentswahl 1973 behielt er seinen Sitz, starb jedoch weniger als einen Monat, nachdem die neugewählte Knesset das erste Mal zusammengetreten war. Sein Sitz wurde von Chaviv Schimoni übernommen.
Außerhalb der Politik war az-Zubi in verschiedene Publikationen involviert. Er war Redakteur der Wochenzeitung al-Mersad und des Monatsmagazins al-Fadschar sowie einer der Mitherausgeber des Monatsmagazins New Outlook. 
Zu seinem weiteren Familienkreis gehören Seif el-Din el-Zoubi, der ebenfalls Knesset-Abgeordneter und Bürgermeister Nazareths war, sowie Haneen Zoubi, ein ehemaliges Mitglied der Knesset.